# Чомађешти (Арђеш)
Чомађешти (рум. Ciomăgeşti) насеље је у Румунији у округу Арђеш у општини Чомађешти. Oпштина се налази на надморској висини од 309 m.

## Становништво
Према подацима из 2002. године у насељу је живело 1362 становника, од којих су сви румунске националности.

### Хронологија
| Година       | 1992 | 1993 | 1994 | 1995 | 1996 | 1997 | 1998 | 1999 | 2000 | 2001 | 2002 | 2003 | 2004 | 2005 | 2006 | 2007 | 2008 | 2009 | 2010 | 2011 | 2012 | 2013 | 2014 | 2015 | 2016 | 2017 |
| ------------ | ---- | ---- | ---- | ---- | ---- | ---- | ---- | ---- | ---- | ---- | ---- | ---- | ---- | ---- | ---- | ---- | ---- | ---- | ---- | ---- | ---- | ---- | ---- | ---- | ---- | ---- |
| Становништво | 1583 | 1542 | 1498 | 1458 | 1434 | 1408 | 1406 | 1390 | 1398 | 1388 | 1362 | 1337 | 1316 | 1298 | 1294 | 1275 | 1291 | 1266 | 1235 | 1223 | 1203 | 1184 | 1169 | 1149 | 1149 | 1119 |